# Susana

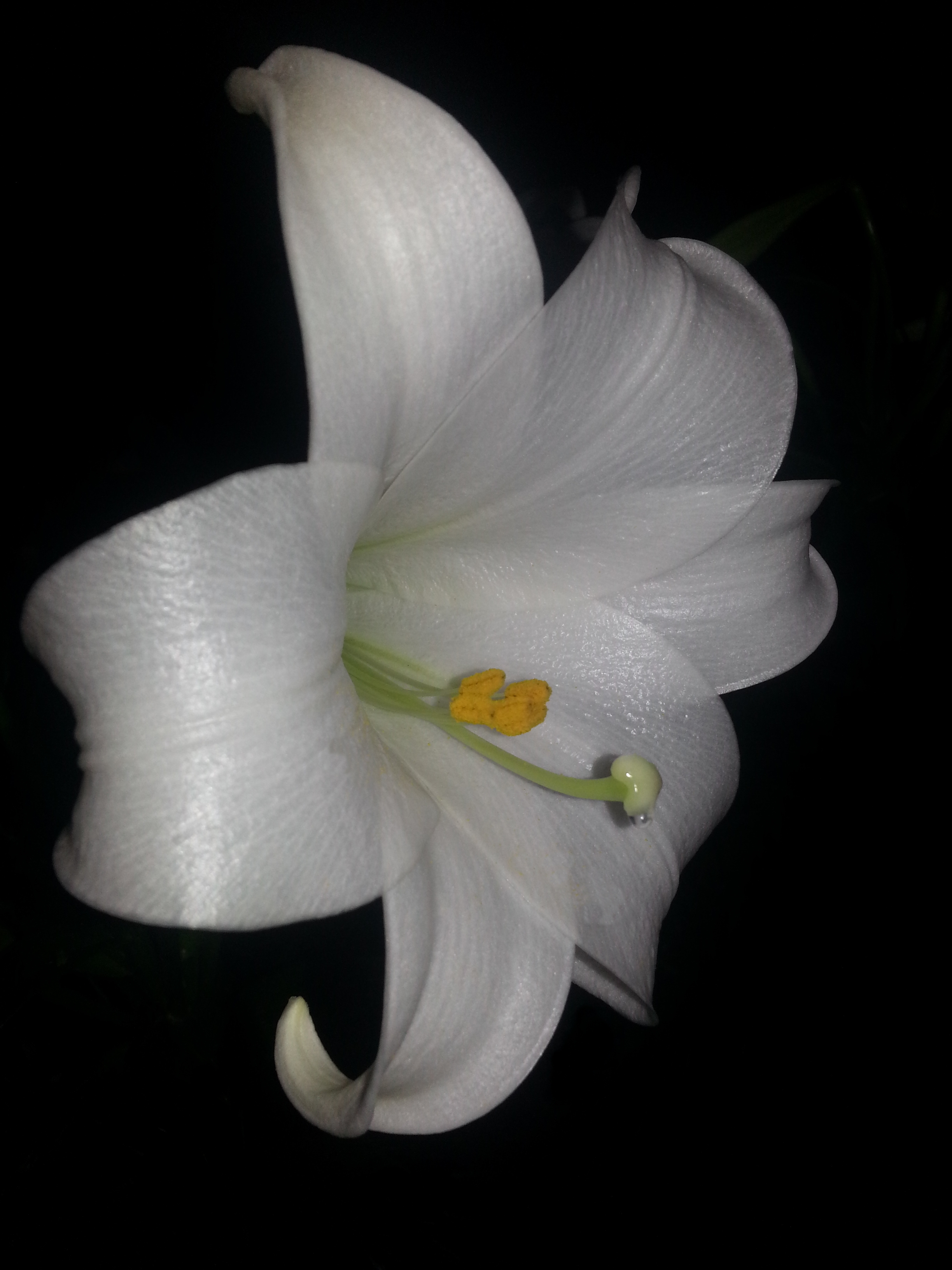
Lirio blanco o azucena.

Susana es un nombre propio femenino de origen hebreo.

## Etimología
Proviene del egipcio medio Sšn (‘flor de loto’).
Aparece por primera vez en un sarcófago de la Undécima Dinastía del 2000 a. C.
Aparece también en Persia (donde se corresponde al nombre del ‘lirio’), en la antigua ciudad de Susa.
En los mitos persas, Shushan es también el nombre del hijo (o la hija, en algunas traducciones) de Elam.
En arameo shoshana significa también ‘lirio’. No obstante, la raíz hebrea del nombre del lirio שושן deriva de שוש o ששנ, que significa ‘alegre, brillante o feliz’, y es la base de la palabra ששון sasson, que significa ‘alegría’. Luis H. Rivas lo considera un nombre de origen hebreo: «Shushan = lirio».

## En la Biblia
Aparece una mujer con ese nombre en la parte griega del Libro de Daniel. En la Biblia griega este capítulo se presenta como un libro aparte, llamado «Libro de Susana». Según ese relato, era esposa de un hombre muy rico de Babilonia, acusada falsamente de adulterio y condenada a muerte. El fraude se descubre por intervención de un joven llamado Daniel. La virtud de Susana queda de manifiesto y sus acusadores son condenados a muerte.
También aparece otra Susana como una de las mujeres que acompañaban a Jesús de Nazaret, según señala el Evangelio de Lucas (8, 3). No aparece en ninguna otra parte del Nuevo Testamento.

## Variantes
| Variantes en otras lenguas                                       | Variantes en otras lenguas |
| ---------------------------------------------------------------- | -------------------------- |
| Español: Susana (diminutivo: Susa, Susanita, Susi), Azucena      |                            |
| Alemán: Susanne (diminutivo: Suse, Susi)                         |                            |
| Catalán: Susanna, Susagna                                        |                            |
| Checo: Zuzana                                                    |                            |
| Danés: Susanne (diminutivo: Sane)                                |                            |
| Eslovaco: Zuzana                                                 |                            |
| Esloveno: Suzana                                                 |                            |
| Esperanto: Susano                                                |                            |
| Francés: Suzanne (diminutivo: Suzette)                           |                            |
| Gallego: Susana                                                  |                            |
| Griego: Σουσάννα (Sousanna)                                      |                            |
| Finés: Susanna                                                   |                            |
| Hebreo: שׁוֹשַׁנָּה (Shoshana)                                         |                            |
| Húngaro: Zsuzsanna, Zsazsa, Zsuzsa, (diminutivo: Zsazsa, Zsuzsi) |                            |
| Inglés: Susan, Suzanne (diminutivo: Susie/Suzy, Sue)             |                            |
| Italiano: Susanna                                                |                            |
| Latín: Susanna                                                   |                            |
| Malayo: Sosamma                                                  |                            |
| Neerlandés: Suzanne                                              |                            |
| Noruego: Susanne                                                 |                            |
| Polaco: Zuzanna                                                  |                            |
| Portugués: Susana, Suzana                                        |                            |
| Ruso: Сусанна (Susanna)                                          |                            |
| Serbio: Сузана (Suzana)                                          |                            |
| Sueco: Susanna                                                   |                            |

## Personajes
- La Susana del Libro de Daniel.

### Santas y beatas
- Santa Susana (siglo I), discípula de Jesús; festividad: segundo domingo después de Pascua en las iglesias ortodoxas.
- Santa Susana (siglo II), patricia romana, mártir; festividad: 29 de agosto.
- Santa Susana de Roma (siglo III), virgen y mártir romana; festividad: 11 de agosto.
- Santa Susana de Taormina; festividad: 7 de junio.
- Santa Susana de Tavium, virgen y mártir; festividad: 24 de mayo.

## Susana en el arte
Literatura
• Susana y los jóvenes (1953) obra de teatro de Jorge Ibargüengoitia.
Pintura
- Susana en el baño, pintura de Tintoretto.

### Música
- La tradicional canción estadounidense Oh! Susanna (1847), de Stephen Foster (1826-1864) Versión de James Taylor & Johnny Cash.
- Suzanne (1968), una de las canciones más conocidas de Leonard Cohen (YouTube.com).
- Susanna (1984) es una canción de The Art Company (YouTube.com).

### Cine
- La película Susana (1951) —también conocida como Demonio y carne—, del director hispanomexicano Luis Buñuel (1900-1983).
- La película danesa Susana (1951).

### Cómics (Tiras de prensa)
- El personaje Susanita, amiga de Mafalda (1964-1973).

### Publicaciones
- la revista Susana, editada por Susana Giménez.

## Toponimia
- Susana, comuna en el Departamento Castellanos, provincia de Santa Fe, Argentina, a 89 km de la capital provincial.
- Susana, localidad en Galicia (España).